# Kyriakí Tektonídou
Kyriakí Tektonídou (grec moderne : Κυριακή Τεκτονίδου), née à Mavroneri Kilkís en Grèce, est une femme politique grecque.

## Biographie
Aux élections législatives grecques de janvier 2015, elle est élue députée au Parlement grec sur la liste de la SYRIZA dans la première circonscription de Thessalonique.